# Neleothymus nogalensis
Neleothymus nogalensis är en stekelart som beskrevs av Dasch 1979. Neleothymus nogalensis ingår i släktet Neleothymus och familjen brokparasitsteklar. Inga underarter finns listade i Catalogue of Life.